# Ishigeales
Ordre
Les Ishigeales sont un ordre d'algues brunes de la classe des Phaeophyceae.

## Liste des familles
Selon AlgaeBase (16 août 2017) :
- famille des Ishigeaceae Okamura
- famille des Ishigeales familia incertae sedis
- famille des Petrodermataceae Silberfeld, F.Rousseau & Reviers

Selon World Register of Marine Species (16 août 2017) :
- famille des Ishigeaceae Okamura, 1935